# Ferlan
Ferlan je priimek v Sloveniji, ki ga je po podatkih Statističnega urada Republike Slovenije na dan 1. januarja 2010 uporabljalo 206 oseb in je med vsemi priimki po pogostosti uporabe uvrščen na 2.070. mesto.

## Znani nosilci priimka
- Dimo Ferlan (*1949), strojnik
- Eva Ferlan (*1985), scenografka
- Igor Ferlan (*1948), biokemik, biotehnolog
- Janez Ferlan (*1966), slikar
- Maks Ferlan (1917—2001), kemik, inž.
- Matic Ferlan, umetnostni zgodovinar, kulturni novinar in urednik portala Odrišča
- Miran Ferlan (*1955), jadralni letalec; geodet - geoinformatik
- Mirko Ferlan (*1977), zamejski zborovodja
- Mitja Ferlan, dr. gozdarstva
- Rok Ferlan (*1997), atlet tekač
- Vera Ferlan Marolt (*1946), medicinska patologinja
- Vladimir Ferlan, vojaški zdravnik, sanitetni polkovnik VKJ